# Amis
Amis, ook wel Ami, Amia, Pangcah, Pagcah, Pangtsah, Bakurut, Lam-Si-Hoaans, Maraans, Sabari of Tanah, is een Centrale taal. Deze taal is met 137.651 sprekers de meestgesproken Oost-Formosaanse taal. Amis wordt net als andere Centrale, en ook Oost-Formosaanse talen uitsluitend gesproken op het Aziatische eiland Taiwan. Het omvat ook 5 dialecten. Het Amis wordt vooral gesproken op vlaktes langs de spoorweg tussen Hualien en T'ai-Tung door rijsttelers, en op de oostkust tussen deze twee steden. De grootste groep echter bevindt zich in de stad T'ai-Tung, en ook in China zou er een gemeenschap van 1880 Amissprekenden zijn, dit is echter niet zeker. De Amistaligen beheersen meestal ook het Japans en Mandarijn, maar velen emigreren naar de (grote) steden en de industriële gebieden. De taal wordt geschreven in het Latijns alfabet, er is een vaste grammatica er is ooit een woordenboek gemaakt, net zoals een bijbel (1997). Het volk, de Amis, telt eveneens 137.651 mensen: alle Amis spreken het Amis.

## Classificatie
- Austronesische talen (1268)
  - Oost-Formosaanse talen (5)
    - Centrale talen (2)
      - Amis

## Evolutie van het aantal sprekers
- 1986: 130.000
- 2002: 137.651

Er is dus een lichte stijging waar te nemen: In tegenstelling tot vele andere Taiwanese Austronesische talen is het Amis niet uitstervend.

## Verspreiding van de sprekers
- Taiwan: 137.651; 4de plaats, 5de volgens totaal aantal sprekers

Centraal-Amis · Chengkung-Kwangshan · Noord-Amis · Tavalong-Vataan · Zuid-Amis